# تیمبو (آرکانزاس)
تیمبو (به انگلیسی: Timbo) یک منطقهٔ مسکونی در ایالات متحده آمریکا است که در شهرستان استون، آرکانزاس واقع شده‌است. تیمبو ۲۶۰٫۰ متر بالاتر از سطح دریا واقع شده‌است.